# Хаджиб
Хаджи́б (з арабської حجب хаджиба — закривати, не допускати) — висока чиновницька посада в мусульманських країнах Середньовіччя.

## Походження і розвиток посади
Посада хаджиба відома з самого початку складання державного апарату Арабського халіфату в VII столітті. Спочатку її носій відповідав за охорону покоїв, доступ прохачів і організацію аудієнцій халіфа. Згодом функції хаджибів розширилися і в його компетенцію увійшли турбота про особисте майно і володіння халіфа, начальство над палацовою гвардією і нагляд за роботою державних майстерень. До середини VIII століття хаджиб став в халіфаті головою всього урядового апарату країни. З приходом в 750 році до влади в Арабському халіфаті династії Аббасидів, відбулася зміна назви посади на візир, в той час як в інших мусульманських державах (наприклад, в Кордовському халіфаті і державі Саманідів) посада глави чиновників зберегла своє колишню назву. Таким чином, назви хаджиб і візир є синонімами.
У низці мусульманських країн Центральної Азії та Близького Сходу IX—XII століть у відання хаджибів перейшло і командування військом (в державі Саманідів чиновник з титулом хаджиб-і-Бузург не тільки очолював державний апарат, а й командував гвардією гулямів, а в державі Айюбідів зафіксований випадок командування хаджибом флотом).
Як назва одного з чиновників в державному апараті мусульманських країн посада хаджиба відома до кінця Середньовіччя.
З осіб, які займали посаду хаджиба, найвідомішими є:
- Аль-Мансур (X століття) — видатний полководець і фактичний правитель Кордовского халіфату
- Себук-Тегін (X століття) — найбільш видатний з правителів держави Газневидів
- Ібн-Хальдун (XIV століття) — державний діяч і історик.

## Посада хаджибу в мусульманській Іспанії
Найбільшого розвитку посада хаджиба досягла в мусульманській Іспанії під час династії Омеядів. Тут до середини X століття хаджиб був головою державного апарату, маючи в своєму підпорядкуванні численних чиновників (в тому числі кількох помічників, які носили титул візир). Однак, на відміну від інших країн, його посада не була пов'язана з командуванням військом. Після того, як в кінці X століття хаджибу Мухаммаду ібн Абу Аміру (аль-Мансуру) вдалося усунути від реальної влади халіфа, в його руки перейшла вся влада в країні, а також командування військами халіфату. За правління аль-Мансура Кордовський халіфат досяг найвищого рівня свого розвитку. Аль-Мансуру вдалося передати посаду хаджиба своєму синові, проте з моменту розпаду Кордовского халіфату на тайфи значення посади значно знизилося.